# Monumento a los mártires de Uruapan
El monumento a los mártires de Uruapan es una construcción situada en la plaza central de la ciudad de Uruapan, Michoacán, México.
Es un obelisco de aproximadamente 5 m de altura, construido en mármol. A las caras del obelisco, se encuentran los bustos de los militares José María Arteaga y Carlos Salazar y los nombres de Jesús Díaz Ruiz y Juan González.

## Construcción del monumento
El 21 de octubre de 1891 se colocó la primera piedra para la construcción de monumento a los Mártires de Uruapan.
- Encargado de la construcción: Ingeniero Reyes
- Presidente Municipal: Silvano Martínez
- Prefecto de Distrito: Manuel Coria

Luis Salazar retomó la obra después de la muerte del Ing. Reyes.
El 21 de octubre de 1893, en memoria de los hombres y mujeres que dieron su vida por la Independencia de México, se inauguró el Monumento.
El acta de inauguración cita lo siguiente:
- Presidente de la República: Porfirio Díaz
- Gobernador de Michoacán: Aristeo Mercado
- Prefecto de Distrito: Silvano Martínez
- Presidente del Ayuntamiento: Máximo Izazaga

El orador oficial fue el procurador general de la Nación Eduardo Ruiz.
Una vez concluido el acto se avisó al presidente de la República vía telefónica.

## Reseña de los Mártires de Uruapan
- El 17 de julio de 1861 el presidente Benito Juárez García decreta la suspensión de la deuda a Inglaterra, Francia y España por dos años.
- En abril de 1862 interviene Francia a México.
- El 5 de mayo de 1862 en la conocida como batalla de Puebla el general Lorencez intenta tomar Puebla sin éxito.
- El general Charles Ferdinand Latrille es sustituido por el general Federico Forey y el 16 de marzo de 1863 después de 63 días de sitio toma Puebla.
- El gobierno liberal y sin ejército abandona la capital el 31 de mayo del mismo año y Forey sin un solo disparo ocupa la Ciudad de México.
- El 10 de junio de 1863 la Junta de Notables adopta la Monarquía hereditaria y ofrece a Maximiliano de Habsburgo (representante de Napoleón III).
- El gobierno liberal de Juárez se traslada a Monterrey y establece temporalmente sus poderes en esta Ciudad.
- El general François Achille Bazaine sustituye a Forey y continúa posicionándose de plazas en el país.
- El 30 de noviembre de 1863 el ejército conservador ocupa Morelia.
- Uruapan se convierte por segunda ocasión en capital de estado, del 24 de noviembre de 1863 al 18 de febrero de 1867.
- El 1 de octubre de 1865 llega a Uruapan el general José Mª Arteaga acompañado con su ejército.
- El 2 de octubre de 1865 Maximiliano decreta que al salir del país Juárez, a todos los que se les encuentre con armas de fuego se les considerará "gavillas de criminales y bandoleros" por lo que deberán ser ejecutados.
- El 4 de octubre de 1865 el general Arteaga dispuso de una Gran Parada militar al oriente de la ciudad y mandando al general Carlos Salazar al cuartel-maestre para que formaran una gran valla las filas de infantería y caballería, pasando revista a 2500 hombres.
- El ayuntamiento ofreció un gran banquete estando presentes el gobernador Vicente Riva Palacio, los estados mayores generales Arteaga y Salazar, el Secretario Justo Mendoza, y del municipio Aristeo Mercado y Manuel Ocaranza.
- Después de haber reagrupado las tropas del ejército liberal deciden dividirlas y parten a diferente francos. El general Arteaga parte rumbo a Colima, pasando por Tancítaro para después acampar en Santa Ana Amatlán.
- El 13 de octubre de 1865 a las 2:00 llega el comandante Ramón Méndez con el ejército conservador y hace prisionero al general Arteaga junto con el teniente coronel Jesús Díaz donde estaban alojados, en tanto, también son hechos prisioneros el también teniente coronel Trinidad Villagómez en el cuartel mientras que y al coronel José Vicente Villada junto con sus tropas.
- El comandante Ramón Méndez regresa a Uruapan por un camino más largo, el día 16 pasa por Tancítaro, 17 en Peribán, 18 en Zirosto, 19 Parangaricutiro y finalmente llega a Uruapan el 20 de octubre de 1865.

Ya en el centro de la ciudad, hace desalojar la casa de la Sra. Vda. de Gutiérrez para alojar a los prisioneros.
Frente a la Plaza, Méndez se instaló en la casa de la Familia Izazaga.
Tomando en consideración el recién decreto promulgado por Maximiliano, Méndez elabora una lista y se la envía al encargado de los prisioneros.
La lista contenía los siguientes nombres:
- José María Arteaga Magallanes
- Carlos Salazar Ruiz
- Jesús Díaz Ruiz
- Trinidad Villagómez
- José Vicente Villada

Al ver la lista otros oficiales del bando conservador decidieron perdonarle la vida al entonces coronel Vicente Villada a instancias de que le debían la vida, por lo que fue cambiada por Juan González.
Esa noche del 20 se les hizo saber y cada uno escribió su carta de despedida.
En la mañana del 21 de octubre de 1865, pasadas las 6 horas, fueron llevados por el general Wenceslao Santa Cruz y su pelotón a espaldas del Parián, en donde previamente habían colocado ya unas tablas donde deberían ser puestos para su ejecución. 
Ya en sus puestos el general Wenceslao manda poner las vendas empezando por el general Arteaga: él le sostiene la mano y con voz fuerte dice "sin venda", después al tiempo que Salazar se descubre el pecho y grita "Aquí, traidores" se escucha una fuerte descarga, cayendo los cuerpos sobre las tablas previamente puestas.